# Nápolyi főegyházmegye
A Nápolyi főegyházmegye (latinul: Archidioecesis Neapolitana, olaszul: Arcidiocesi di Napoli) a római katolikus egyház egyik olaszországi főegyházmegyéje, Nápoly székhellyel.
Jelenlegi érseke Crescenzio Sepe bíboros.

## Története
Az egyházmegye története egészen az ókeresztény időkig nyúlik vissza. Valószínűleg Péter és Pál apostolok is jártak Nápolyban, sőt a legenda szerint a város első püspökét, Szent Asprenót is Péter apostol szentelte föl, ám erről az időről keveset tudunk. A történeti forrásokból ismert első püspök Szent Fortunátó, akit egy 342 körül keletkezett dokumentumban említenek, az azonban biztos, hogy nem ő volt az első püspöke Nápolynak. A 7. századig leginkább a hagyományokból ismerhetjük a város püspökeit, akiknek többségét szentként tisztelik.
A 10. században az egyházmegyét érseki rangra emelték. 1458-tól több mint egy évszázadon át a Carafa család adta a város érsekeit. Az egyházmegyének két magyar származású érsek is volt: 1388-ban egy ferences szerzetest, Jakabot választották ellenpüspöknek, 1407 és 1411 között pedig a szepesi születésű VII. János volt a város érseke. Nápolyt tradicionálisan a „bíborosi székek” közé sorolják, ugyanis a 16. századtól kezdve — néhány kivételtől eltekintve — minden érsek egyúttal bíborosi méltóságot is szokott kapni. Az egyházmegye jelenlegi főpásztora Crescenzio Sepe bíboros.

## Egyházszervezet
Az egyházmegye területe mindössze 274 km², mely Nápoly városát és annak közvetlen környékét fedi le. Területén több mint 1,7 millió katolikus hívő él. Az egyházmegyében 13 espereskerületben 288 plébánia működik.

## Az egyházmegye püspökei

### Nápoly püspökei
- Szent Asprenas	(1. század)
- Szent Epithymetus
- Szent Maro
- Szent Probus
- Szent I. Pál
- Szent
- Szent Eustathius
- Szent Ephebus
- Szent Calepodius	(342 előtt)
- Szent I. Fortunátó 	(344 körül)
- Szent Maximus	(356 előtt)
- Szent Zosimus	(356–362)
- Szent Severus	(362–408)
- Ursus
- I. János	(432 előtt)
- Szent Nostrianus	(432–452)
- Timasius
- Félix
- Soter	(465 körül)
- Szent I. Viktor	(496 körül)
- Szent I. István	(501 körül)
- Szent Pomponius
- II. János Mediocris
- Vince	(554–578)
- Redux	581–?
- Demetrius	(?–591)
- II. Fortunátó	(593–600)
- Paschasius	(600–?)
- III. János
- Caesarius
- Gratiosus
- Eusebius
- Szent Leontius	(649 körül)
- Szent Adeodatus
- Szent Agnellus	(680 körül)
- Szent Julianus	(?–701)
- Szent Laurentius	(701 – 717/8)
- Szent I. Sergius 	(717/8–?)
- Szent Kozma (747–749)
- Szent Calvus	(750–763)
- II. Pál	(762–768)
- II. István	(768/9–799/800)
- III. Pál	(800–811)
- II. Orso	(811-818)[1]
- Boldog Tiberius	(818–841)
- IV. János	(842–849)
- Szent I. Atanáz	(849–872)
- II. Atanáz	(875–898)
- III. István	(898–907)
- III. Atanáz	(907–962)
- Nicetas	(962–963)
- I. Gergely	(963–969)
- Marcianus	(969–989)

### Nápoly érsekei
- II. Sergius	(990–1007)
- V. János	(1007–1045)
- II. Viktor	(1045–1050)
- III. Sergius	(1050–1059)
- VI. János	(1059–1078)
- Landolfo	(1078–1082)
- Gentile	(1082–1086)
- I. Péter	(1086–1100)
- II. Gergely	(1110–1117)
- Marino	(1117–1167)
- IV. Sergius	(1176–1190)
- Anzelm	(1191–1214)
- Tommaso di Capua	(1215–1216)
- II. Péter, di Sorrento	(1217–1247)
- Bernadino Caracciolo dei Rossi	(1252–1262)
- Delfinate	(1262–1266)
- Aiglerio de Borgogna (1266–1281)
- Filippo Capece Minutolo	(1288–1301)
- Boldog Giacomo da Viterbo, O.E.S.A.	(1302–1307)
- Uberto d’Ormont	(1308–1320)
- Matteo Filomarino	(1322–1323)
- Bertoldo Orsini	(1323–1326)
- Annibale da Ceccano	(1326–1328)
- Giovanni Orsini	(1328–1359)
- Bertrando de’ Meyshones	(1359–1363)
- Pierre Amiel de Sarcenas	(1363–1365)
- Bernardo de Bouquet	(1365–1368)
- Bernardo de Rhodez	(1368–1379)
- Tommaso Ammanati da Pistoja	(1379–1388)
- Lodovico Bozzuto	(1378–1384)
- Thomas de Ammanatis, ellenpüspök (1379-1388)
- Jakab, O.F.M., ellenpüspök (1388-?)
- Nicola Zanazi	(1384–1389)
- Guglielmo Guindazzo	(1388–1399)
- Enrico Capece Minutolo, bíboros	(1389)
- Nicola Pagano	(1399–1400)
- Giordano Orsino	(1400–1405)
- VII. János	(1407–1411)
- Nicolo de Diano	(1411–1435)
- Giacomo de’ Rossi, ellenpüspök	(1415–1418)
- Gaspare de Diano	(1438–1451)
- Rinaldo Piscicello, bíboros	(1451–1457)
- Giacomo Tebaldi, bíboros	(1458)
- Oliviero Carafa, bíboros	(1458–1584)
- Alessandro Carafa	(1484–1505)
- Giovanni Bernardino Carafa	(1505)
- Gianvincenzo Carafa, bíboros	(1505–1541)
- Francesco Carafa	(1541–1544)
- Raniero Farnese, bíboros, apostoli kormányzó	(1544–1549)
- Giovanni Pietro Carafa, bíboros	(1549–1555)
- Alfonso Carafa, bíboros	(1557–1565)
- Mario Carafa	(1565–1576)
- Boldog Paolo Burali d’Arezzo, O.Theat., bíboros	(1576–1578)
- Annibale di Capua	(1578–1595)
- Alfonso Gesualdo di Conza, bíboros (1596–1603)
- Ottavio Acquaviva d’Aragona, bíboros	(1605–1612)
- Decio Carafa, bíboros	(1613–1626)
- Francesco Buoncompagno, bíboros	(1626–1641)
- Ascanio Filomarino, bíboros	(1641–1666)
- Innico Caracciolo, bíboros	(1667–1685)
- Antonio Pignatelli, bíboros	(1686–1691)
- Giacomo Cantelmo, bíboros	(1691–1702)
- Francesco Pignatelli, O.Theat.	(1703–1734)
- Giuseppe Spinelli, bíboros	(1734–1754)
- Antonio Sersale, bíboros	(1754–1775)
- Serafino Filangieri	(1776–1781)
- Giuseppe Maria Capece Zurlo, O.Theat., bíboros	(1782–1801)
- Giovanni Vincenzo Monforte	(1802)
- Liuigi Ruffo Scilla, bíboros	1802–1832)
- Filippo Giudice Caracciolo, C.O., bíboros	(1833–1844)
- Sisto Riario Sforza, bíboros	(1845–1877)
- Guglielmo Sanfelice d’Acquavella, O.S.B., bíboros	(1878–1897)
- Vincenzo Maria Sarnelli	(1897–1898)
- Giuseppe Antonio Ermenegildo Prisco, bíboros	(1898–1923)
- Michele Zezza di Zapponeta	(1923–1923)
- Alessio Ascalesi, C.P.P.S., bíboros	(1924–1952)
- Marcello Mimmi, bíboros	(1952–1958)
- Alfonso Castaldo, bíboros	(1958–1966)
- Corrado Ursi, bíboros	(1966–1987)
- Michele Giordano, bíboros	(1987–2006)
- Crescenzio Sepe, bíboros	(2006- )

## Nápolyi egyháztartomány
A Nápolyi egyháztartomány Olaszország egyik legnagyobb egyháztartománya, metropolitája a nápolyi érsek. 11 szuffragáneus egyházmegye, valamint egy területi prelatúra tartozik hozzá.
Nápoly egyben a Campaniai egyházi régió központja is, ennek elnöke a nápolyi érsek. Ide tartozik még a Beneventói valamint a Salerno-Campagna-Acernói egyháztartomány is.

### A Nápolyi egyháztartomány egyházmegyéi
| Egyházmegye                                      | Alapítás                            | Terület, hívők               | Püspök                  | Székesegyház | Kép |
| ------------------------------------------------ | ----------------------------------- | ---------------------------- | ----------------------- | --- | --- |
| Nápolyi főegyházmegye                            | 1. század                           | 274 km² 1 705 000 fő (94,4%) | Crescenzio Sepe         | Nagyboldogasszony-főszékesegyház, Nápoly                                                                                                  |     |
| Acerrai egyházmegye                              | 11. század                          | 157 km² 121 810 fő (96,9%)   | Antonio Di Donna        | Nagyboldogasszony-székesegyház, Acerra |     |
| Alife-Caiazzói egyházmegye                       | 5. század (Mint Alifei egyházmegye) | 580 km² 68 500 fő (96,8%)    | Valentino Di Cerbo      | Nagyboldogasszony-székesegyház, Alife; Nagyboldogasszony- és Szent István püspök-társszékesegyház, Caiazzo                                |     |
| Aversai egyházmegye                              | 1053                                | 361 km² 543 260 fő (95,7%)   | Angelo Spinillo         | Szent Pál-székesegyház, Aversa |     |
| Capuai főegyházmegye                             | 2. század                           | 500 km² 196 200 fő (94,7%)   | Salvatore Visco érsek   | Nagyboldogasszony-székesegyház, Capua |     |
| Casertai egyházmegye                             | 12. század                          | 182 km² 206 900 fő (94,7%)   | Giovanni D'Alise        | Szent Mihály-székesegyház, Caserta |     |
| Ischiai egyházmegye                              | 12. század                          | 46 km² 57 000 fő (91,9%)     | Pietro Lagnese          | Nagyboldogasszony-székesegyház, Ischia |     |
| Nolai egyházmegye                                | 2. század                           | 450 km² 500 000 fő (95,2%)   | Francesco Marino        | Nagyboldogasszony-székesegyház, Nola |     |
| Pozzuoli egyházmegye                             | 1. század                           | 105 km² 527 490 fő (98,4%)   | Gennaro Pascarella      | Szent Proculus-székesegyház, Pozzuoli |     |
| Sessa Aurunca-i egyházmegye                      | 5. század                           | 338 km² 88 300 fő (97,8%)    | Orazio Francesco Piazza | Szent Péter és Pál-székesegyház, Sessa Aurunca                                                                                            |     |
| Sorrento-Castellammare di Stabia-i főegyházmegye | 5. század                           | 205 km² 240 600 fő (98,7%)   | Francesco Alfano érsek  | Szent Fülöp- és Szent Jakab-székesegyház, Sorrento; Nagyboldogasszony- és Szent Catellus püspök-társszékesegyház, Castellammare di Stabia |     |
| Teano-Calvi egyházmegye                          | 4. század                           | 633 km² 82 600 fő (97,9%)    | Giacomo Cirulli         | Szent Kelemen-székesegyház, Teano; Nagyboldogasszony-társsze., Calvi                                                                      |     |
| Pompei területi prelatúra                        | 1926. március 20.                   | 12 km² 25 000 fő (96,2%)     | Tommaso Caputo érsek    | Rózsafüzér Királynője-kegytemplom és pápai bazilika, Pompei                                                                               |     |

## Szomszédos egyházmegyék
- Pozzuoli egyházmegye (nyugat)
- Aversai egyházmegye (észak)
- Acerrai egyházmegye (északkelet)
- Nolai egyházmegye (kelet)